# 蕭在淦
蕭在淦（1927年—)，中華民國燈藝師，新竹市北區人，工藝藝術師。蕭在淦的花燈作品多次在臺灣舉辦的花燈競賽中獲獎，其花燈作品曾在台北『全國花燈競賽』中獲得社會組第一名。

## 生平
蕭在淦小時候看長輩做花燈，因此對花燈產生了興趣。長大後以經商為他的主要工作，而在空閒時協助朋友製作花燈，後來因為參加比賽得名，而開啓了他的花燈創作之路。
2024年獲新竹市登錄為「花燈」無形文化資產保存者。

## 展覧
- 台灣燈會大型傳統花燈製作
- 台北燈節花燈設計製作
- 台北101觀景樓『台灣花燈藝術家創作展』花燈特展
- 新竹市城隍廟元宵節燈會
- 加拿大溫哥華台灣文化節花燈展
- 2021年，蕭在淦與藍永旗、吳敦厚、林健兒、林玉珠 (燈藝師)、張秀琴、顏三泰、莊雅婷 (燈藝師)、王耀瑞等燈藝師在竹美館舉辦燈藝風華花燈展覽[6]

## 得獎
- 台北『全國花燈競賽』社會組第一名
- 第四屆和第五屆民族工藝獎佳作
- 台灣省工藝研究所『工藝之夢』工藝設計銅牌獎

## 受訪

### 電視
- 民視異言堂：「一代燈師」點亮台灣！國寶級燈藝師蕭在淦的故事[7]